# James Lee Peters
James Lee Peters (Boston, Massachusetts in de Verenigde Staten, 13 augustus 1889  – Cambridge, Massachusetts, 19 april 1952) was een Amerikaanse vogelkundige. Hij werd vooral bekend als auteur van Peters' Check-list of Birds of the World waarop de huidige vogel wereldchecklists gebaseerd zijn.

## Biografie
In zijn jeugd leerde hij via collega's van zijn vader professionele ornithologen kennen en nam hij deel aan onderzoekreizen aan de Magdalena-eilanden. In 1912 studeerde hij af aan de Harvard-universiteit. Daarna ging hij door met het maken van reizen door de Verenigde Staten en het verzamelen van zoölogische specimens. Hij werkte in opdracht het Bureau of Biological Survey (van het Amerikaanse ministerie van landbouw en visserij) en van het Museum voor vergelijkende zoölogie van de Harvard-universiteit. Hij werd conservator van de afdeling vogels van het museum. Later werd hij lid en vervolgens voorzitter van de International Commission on Zoological Nomenclature en een permanent lid van de American Ornithologists' Union.
Zijn belangrijkste bijdrage aan de ornithologie is het vervaardigen van een checklist van vogeltaxa (soorten en ondersoorten) gebaseerd op de eerder door Richard Bowdler Sharpe gemaakte 'hand-list' (1899)  die weer gebaseerd was op de vogelcatalogi van het British Museum door George Robert Gray (1855) , Bowdler Sharpe, Philip Sclater, Hans Gadow en anderen (1874-1898) .  De Peters checklist geeft synoniemen teruggaand tot Sharpe's lijst.  Peters nam ondersoorten op en bepaalde daarbij zelf of de status van ondersoort terecht was. Aan de lijst zou meer dan 50 jaar gewerkt worden: tussen 1931 en 1951 verschenen de eerste zeven delen; na Peters' dood werd door tientallen ornithologen het totaal van de Check-list of Birds of the World in 1987 op 16 delen gebracht; het werk bevatte uiteindelijk meer dan 50.000 namen. 
Peters is de auteur van 11 geslachtsnamen waaronder het monotypische genus Torreornis (zapatagors), 4 soorten waaronder de Mexicaanse kraai (Corvus imparatus), en meer dan 60 ondersoorten.

## Publicaties
- Birds from the Northern Coast of the Dominican Republic, Bulletin of the Museum of Comparative Zoology, deel 61, 1917
- Notes on summer birds of northern Patagonia, Bulletin of the Museum of Comparative Zoology, deel 65, 1923
- Notes on the taxonymy of Ardea canadensis Linné, The Auk, Volume 42, Number 1, 1925, p. 120–122
- samen met Outram Bangs: A collection of birds from southwestern New Guinea (Merauke coast and inland), Bulletin of the Museum of Comparative Zoology, deel 67,1926
- A review of the races of Elaenia martinica (Linné), Occasional papers of the Boston Society of Natural History, 5, 1926, p. 197–202
- samen met Outram Bangs: Birds from the rain forest regions of Vera Cruz, Bulletin of the Museum of Comparative Zoology, deel 67,    15, 1927
- The Virginia Nighthawk in the Bahamas, The Auk, Volume 44, Number 3, 1927, p. 421
- The rediscovery of Myiarchus sclateri Lawrence, The Auk, Volume 44, Number 3, 1927, p. 422–423
- Streptoprocne semicollaris (De Saussure) in Chihuahua, The Auk, Volume 44, Number 3, 1927, p. 424–425
- Birds of the island of Anguilla, West Indies, The Auk, Volume 44, Number 4, 1927, p. 432–438
- The Races of Amazona leucocephala (Linn.), The Auk, Volume 45, Number 3, 1928, p. 342–344
- samen met Thomas Barbour: Two More Remarkable New Birds from Cuba, Proceedings of the New England Zoological Club, IX, 1927, p. 95–97
- A Revision of the Golden Warblers. Dendroica petechia (Linne), Proceedings of the Biological Society of Washington, Vol. 40, 1927, p. 31–42
- The North American races of Falco columbarius, Bulletin of the Essex County [Masp.] Ornithological Club, 1927, p. 20–24.
- The Moults and Plumages of the Starling Sturnus vulgaris Linn., Bulletin of the Essex County [Masp.] Ornithological Club, 1928, p. 21–25
- samen met Outram Bangs: A collection of birds from Oaxaca, Bulletin of the Museum of Comparative Zoology, deel 68, 1928
- samen met Outram Bangs: Birds collected by Dr. Joseph F. Rock in western Kansu and eastern Tibet, Bulletin of the Museum of Comparative Zoology, 1928
- samen met Frederic Hedge Kennard: A collection of birds from the Almirante Bay region of Panama, Proceedings of the Boston Society of Natural History, deel 38,1928
- samen met Ludlow Griscom: A new rail and a new dove from Micronesia, Proceedings of the New England Zoological Club, 10, 1928, p. 99–106.
- The Generic Name of the Tinamous Formerly Included in the Genus Crypturus Illiger, Proceedings of the New England Zoological Club, 10, 1929, p. 113–114.
- samen met Ludlow Griscom: The Central American Races of Rupornis magnirostris, Proceedings of the New England Zoological Club, 11, 1929, p. 43–48
- The Identity of Trogon Fulgidus Gould, The Auk, Volume 46, Number 1, 1929, p. 115–116
- An ornithological survey in the Caribbean lowlands of Honduras, The Museum, 1929
- The Identity of the Toucans Described by Linnaeus in the 10th and 12th Editions of the Systema Naturae, The Auk, Vol. 47, 1930, p. 405–408
- Western Sandpiper in Massachusetts in Spring, The Auk, Volume 47, Number 4, 1930, p. 562–563
- Buteo platypterus in Porto Rico, The Auk, Volume 47, Number 4, 1930, p. 563
- Notes on some night herons, Proceedings of the Boston Society of Natural History, deel 39, 1930
- Checklist of Birds of the World Volume I Struthioniformes - Anseriformes, Cambridge, Harvard University Press. 1931
- Additional notes on the birds of the Almirante Bay Region of Panama, Bulletin of the Museum of Comparative Zoology, deel 71,1931
- Outram Bangs, Science, Vol. 76, No. 1972, 1932, p. 337–339
- Outram Bangs. 1863-1932, The Auk, Vol. 50, No. 3, 1933, p. 265–274 Originalartikel (engl.; PDF; 573 kB)
- Checklist of Birds of the World Volume II Galliformes. Gruiformes. Charadriiformes, Cambridge, Harvard University Press. 1934
- Generic limits of some fruit pigeons, Proceedings of the 8th International Ornithological Congress. 1934, p. 371–391
- The Martinique form of the ground dove, The Auk, Vol 51, 1934
- Checklist of Birds of the World Volume III Columbiformes. Psittaciformes, Cambridge, Harvard University Press. 1937
- samen met Ludlow Griscom: Geographical variation in the Savannah sparrow, Bulletin of the Museum of Comparative Zoology, deel 80, 1938
- Checklist of Birds of the World Volume IV Cuculiformes. Strigiformes. Caprimulgiformes. Apodes, Cambridge, Harvard University Press. 1940
- met Arthur Loveridge: Scientific Results of a fourth expedition to forested areas on East and Central Africa: Birds. deel 2, Bulletin of the Museum of Comparative Zoology, deel 89, 1942
- First supplement to the list of types of birds now in the Museum of Comparative Zoology, Bulletin of the Museum of Comparative Zoology, deel 92,   2, 1943
- met John Augustus Griswold (Jr): Birds of the Harvard Peruvian Expedition, Bulletin of the Museum of Comparative Zoology, deel 92, 1943
- Checklist of Birds of the World Volume V Trochili, Coliiformes. Trogoniformes. Coraciiformes, Cambridge, Harvard University Press. 1945
- Checklist of Birds of the World Volume VI Piciformes, Cambridge, Harvard University Press. 1948
- samen met Charles Henry Blake: Microsittace not different generically from Enicognathus, The Auk, Vol 65,  . 2, 1948, p. 288–289
- Thomas Barbour, 1884–1946, The Auk, Vol. 65,    3, 1948, p. 432–438
- Checklist of Birds of the World Volume VII Eurylaimidae - Rhinocryptidae, Cambridge, Harvard University Press. 1951
- met Arthur Loveridge: Zoological results of a fifth expedition to East Africa: Birds from Nyasaland and Tete, Bulletin of the Museum of Comparative Zoology, deel 110; deel 112 1953

- Bibliothèque nationale de France: cb123522481 (data)
- Gemeinsame Normdatei: 117699306
- International Standard Name Identifier: 0000 0001 2026 6402
- Library of Congress Control Number: n80008255
- Nationale Bibliotheek van Tsjechië: mzk2015859710
- Nationale Bibliotheek van Israël: 987007447965805171
- Nederlandse Thesaurus van Auteursnamen: 068411901
- SNAC: w6865j54
- Système universitaire de documentation: 220971382
- Trove: 945970
- Virtual International Authority File: 59159506
- WorldCat: E39PBJjmRrHr3DxfGGxyWfMpT3